# Транспорт Полтавської області
Транспорт Полтавської області — різні види транспорту Полтавської області, що включають у себе всі його види (за винятком морського) — залізничний, автомобільний, річковий, трубопровідний, повітряний. Здійснюючи вантажні і пасажирські перевезення, В області поширена взаємодія різних видів транспорту, що формує транспортну систему.
Чільну роль у вантажообігу області займають трубопровідний і залізничний транспорт, на долю яких припадає 8053,3 млн т·км. Основну масу пасажирообігу здійснюють автомобільний (1863,9 млн пас. км) і залізничний (1716,6 млн пас. км) транспорт.
Полтавська область відіграє значну роль у структурі транспортного комплексу України. Займаючи 4,8% території України, на якій проживає лише 3,3% населення країни, частка Полтавщини у структурі транспорту характеризується наступними показниками:
- за експлуатаційною довжиною залізничних колій загального користування — 3,9%
- за довжиною автомобільних доріг з твердим покриттям — 5,4%
- за вантажообігом автомобільного транспорту — 5%.

За період з 1990 по 2006 рік спостерігається загальне зменшення перевезення вантажів (141,4 млн т у 2006 р., проти 282,6 млн т у 1990 році).

## Залізничний транспорт

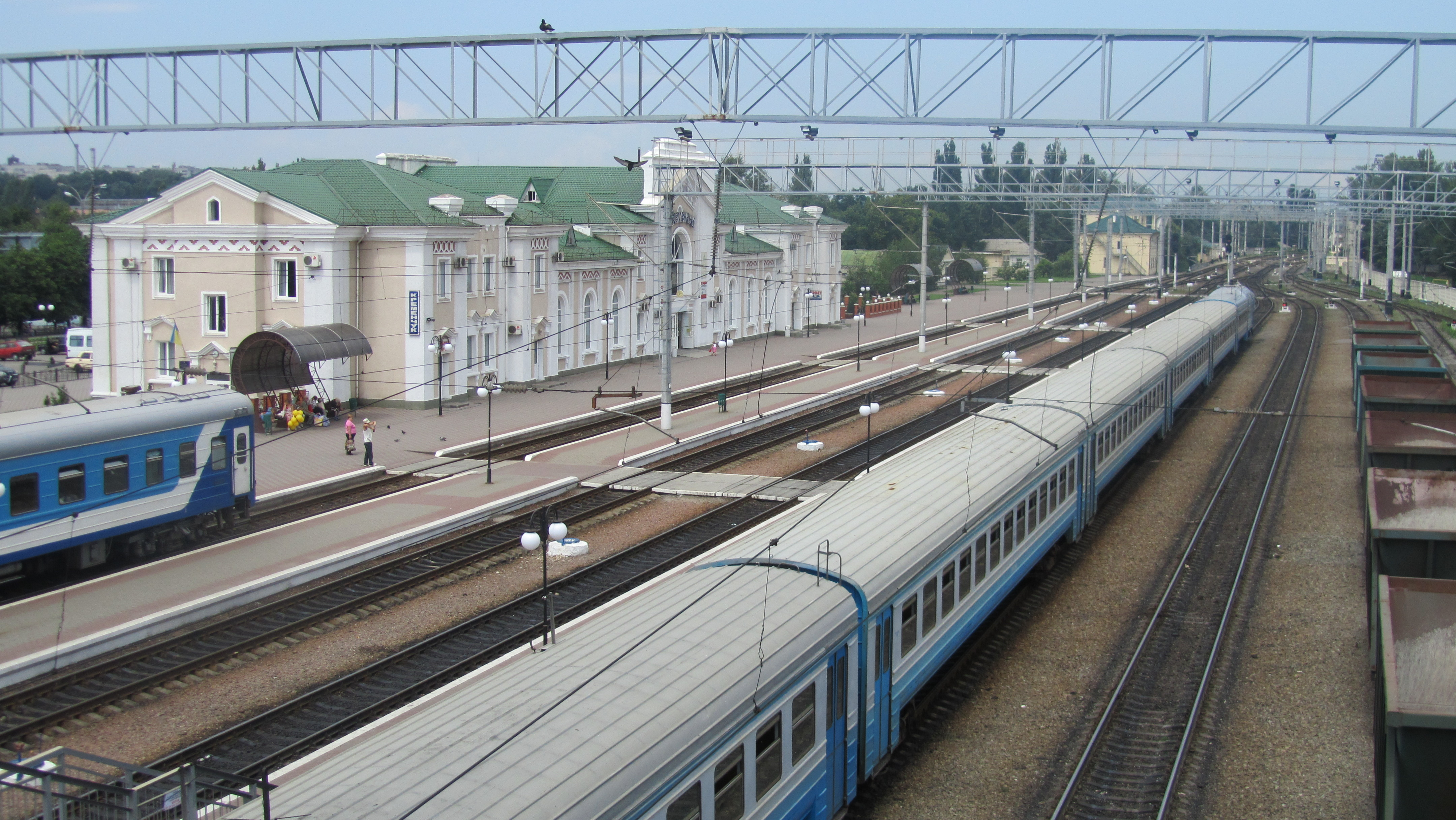
Кременчуцький залізничний вокзал

Залізничний транспорт Полтавщини по Україні займає друге місце в перевезенні вантажів і третє — в перевезенні пасажирів. Експлуатаційна протяжність залізниць на території області становить 853,4 км. Щільність залізниць в розрахунку на 100 км² 2,96 км (Україна — 3,8 км). Залізниці обслуговуються переважно тепловою тягою. Експлуатаційна довжина електрифікованих залізничних колій загального користування становить 277,6 км (32,5% від загальної довжини). Решта 575,8 км (67,5%) — дизельне пальне.
Залізнична мережа області належить до Полтавської дирекції залізничних перевезень (ДН-4), що є складовою частиною Південної залізниці. Полтавщину перетинають чотири залізничні магістралі:
- Лозова — Полтава — Ромодан — Гребінка;
- Харків — Полтава — Кременчук;
- Бахмач — Ромодан — Кременчук з відгалуженням Лохвиця — Гадяч;
- Бахмач — Пирятин — Гребінка.

Залізниця по області розміщена досить рівномірно. Максимальна віддаленість населених пунктів від залізниці не перевищує 50 км. Найбільшими та структуроутворючими залізничними вузлами є: Полтава, Кременчук, Гребінка, Ромодан, а також: залізничні станції: Лубни, Миргород.

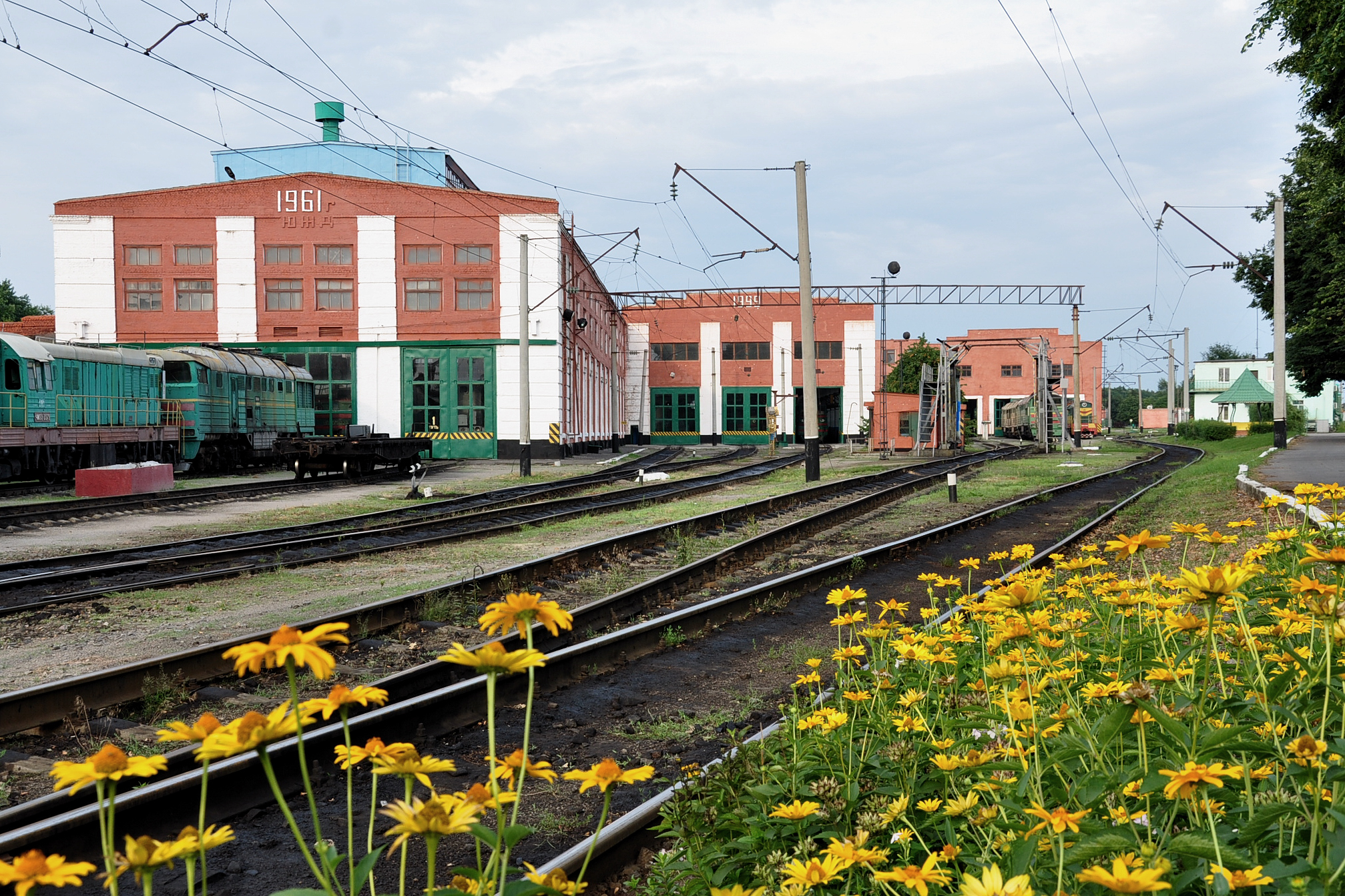
Локомотивное депо ТЧ-12, Гребінка

Згідно з державною програмою електрифікації залізниць проводяться роботи щодо електрифікації головних залізничних ліній. Закінчені роботи на дільниці Гребінка — Полтава — Київ — Вакуленці — Харків загальною протяжністю 347,5 км, у 2008 році введено в експлуатацію електрифіковану станцію Полтава-Південна. У планах Укрзалізниці — електрифікація наступної ділянки на 119 км у напрямку Кременчука. Запуск нової станції Полтава-Кременчук дозволить найкоротшим шляхом перевозити вантажі з Росії, Казахстану, країн Середньо Азії до портів Чорного моря. Полтава обрана місцем будівництва найбільшого в Україні термінала для швидкісних поїздів Pendolino, які будуть обслуговувати гостей і учасників футбольного Євро-2012.
Полтавська область має позитивний баланс залізничних перевезень: відправлення вантажів майже в 2,5 рази перевищує прибуття. Найбільшу питому вагу в структурі відправлених з області вантажів займають нафта і нафтопродукти, залізна руда, будівельні матеріали, в структурі прибулих вантажів переважають вугілля, зернові, продукція чорної та кольорової металургії.
| Рік             | 1996    | 1998      | 2000      | 2002      | 2004      | 2006      | 2008      | 2010      | 2012      | 2014      |
| --------------- | ------- | --------- | --------- | --------- | --------- | --------- | --------- | --------- | --------- | --------- |
| Пас., тис. пас. | 18316,5 | ▼ 15697,9 | ▼ 15144,0 | ▲ 16748,0 | ▼ 16003,0 | ▼ 15460,3 | ▲15523,0  | ▼ 15135,9 | ▼ 14725,6 | ▼ 14610,7 |
| Вант., тис. т   | 18671,6 | ▼ 18432,1 | ▼ 13627,8 | ▲ 19775,0 | ▲22561,0  | ▲ 25461,5 | ▼ 21873,5 | ▼ 21112,1 | ▲ 23608,6 | ▼ 21833,8 |

## Автомобільний транспорт
Дивись також Автомобільні шляхи Полтавської області

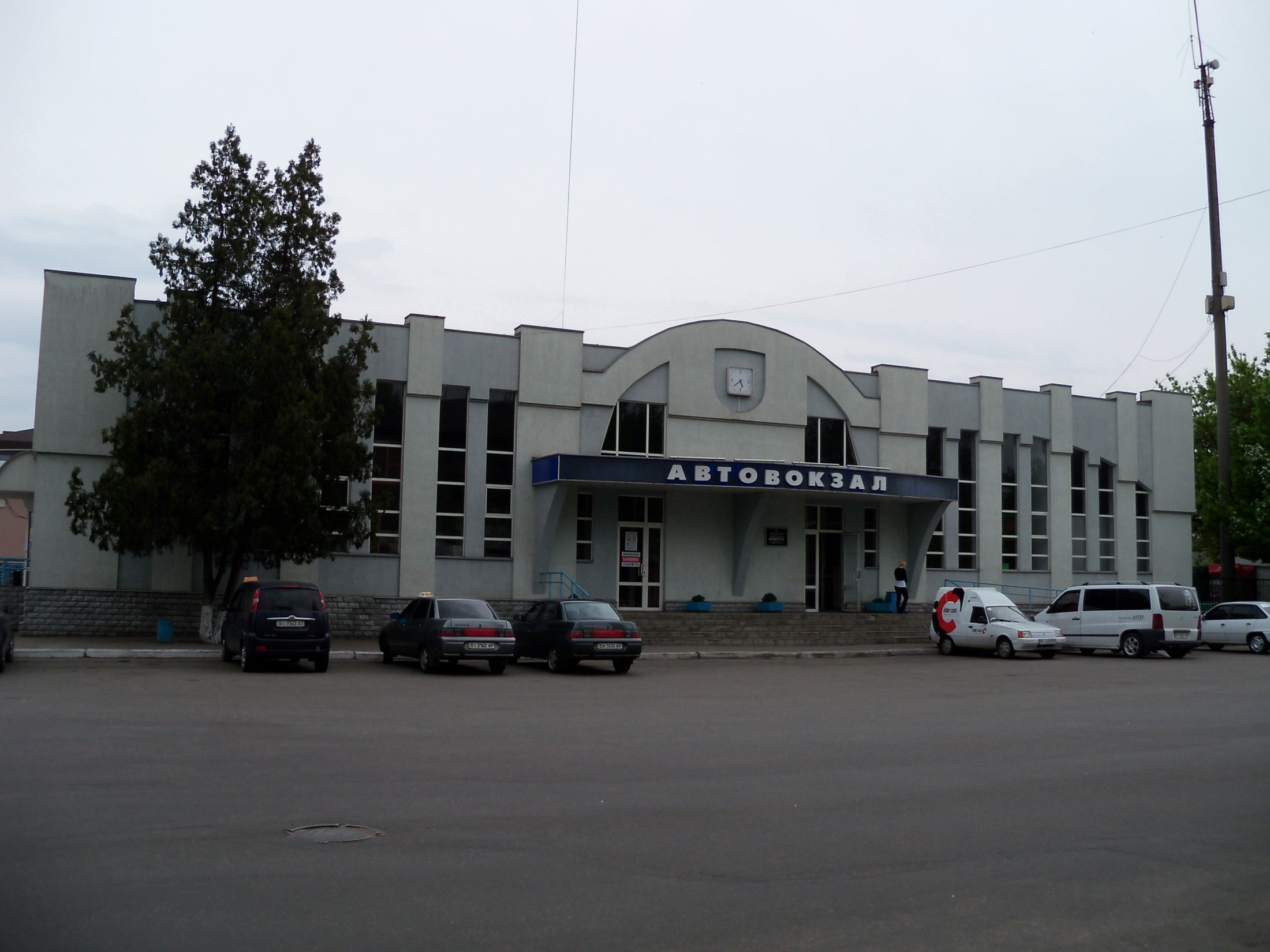
Автовокзал (Кременчук)

Автомобільний транспорт займає одну з провідних ролей як внутрішньообласних так і зовнішніх зв'язках. Крім того, він обслуговує та доповнює залізничний і річковий транспорт.
Частка автомобільного транспорту в загальній структурі відправлень вантажів у 2006 році становила 81,7 %. У структурі вантажообігу Полтавської області, автомобільний транспорт посідає друге місце, а його частка становить 20,1 %.
Автомобільним транспортом загального користування в 2006 році було перевезено 134,1 млн пасажирів (70,2 % від загальної кількості пасажирів, перевезених всіма видами транспорту).
Автомобільний парк області становить 239,7 тис. автомобілів, з яких близько 90,2 % припадає на легкові, решта вантажні автомобілі, автобуси і спецавтомобілі.
Загальна протяжність доріг області становить 1857,4 км, на яких розташована 662 мостова споруда загальною завдовжки 23,1 км.
Мережа доріг загального користування налічує 8875,5 км доріг та 571 мостові споруди завдовжки 20,0 км і знаходиться в підпорядкуванні Служби автомобільних доріг у Полтавській області Державної служби автомобільних доріг України.
Дороги відомчого підпорядкування становлять 9199,6 км, з яких 2268,0 км — ґрунтові. На цій мережі розташовані 93 мостові споруди протяжність 3,6 км.
По території області проходять автомагістралі:
- Європейський маршрут E40, що включає у себе автошлях Київ — Харків — Ростов-на-Дону М03 з відгалуженням Полтава — Красноград
- Європейський маршрут E584, що включає у себе автошлях Полтава — Кременчук — Олександрія М22
- Н08 Бориспіль — Кременчук — Дніпропетровськ — Запоріжжя
- Н12 Суми — Полтава
- Р11 Полтава — Красноград
- Р42 Лубни — Ромодан — Миргород — Опішня
- Н31
- Р60 Київ — Пирятин — Ромни — Суми

Мережа доріг державного значення становить 890,9 км. Дороги місцевого значення загального користування — 7984,6 км, із них:
- територіальних — 611,6 км,
- обласних — 4401,5 км,
- районних — 2971,5 км.
- в межах сільських населених пунктів розташовані 2345,6 км доріг загального користування.

За протяжністю доріг місцевого значення область займає в Україні 4-те місце. Щільність доріг становить 0,310 км/км², що вище середнього в Україні (0,209 км/км²).
Автотранспортом загального користування в області охоплені 15 міст, у тому числі 5 обласного підпорядкування, 20 селищ та 1619 сільських населених пунктів. Автобуси перевізників всіх форм власності виконують рейси на 833 маршрутах, у тому числі на 302 приміських, внутрішньорайонних, 333 міжміських, внутрішньообласних та 198 міжобласних маршрутах.
У 2008 році автотранспортними підприємствами області всіх форм власності перевезено більше 4,2 млн тонн вантажів, пасажирів — близько 134 млн осіб.
| Рік             | 1996    | 1998       | 2000       | 2002       | 2004       | 2006       | 2008       | 2010       | 2012       | 2014       |
| --------------- | ------- | ---------- | ---------- | ---------- | ---------- | ---------- | ---------- | ---------- | ---------- | ---------- |
| Пас., тис. пас. | 60211,9 | ▲ 73051,5  | ▲ 84919,01 | ▲ 97243,8  | ▲ 118917,1 | ▲ 134077,2 | ▼ 134013,0 | ▼ 74139,7  | ▼ 51584,0  | ▼ 52682,0  |
| Вант., тис. т   | 98472,3 | ▲ 107051,9 | ▼ 95291,0  | ▼ 87502,32 | ▲ 95595,2  | ▲ 115522,2 | ▲ 130436,6 | ▲ 142071,3 | ▲ 209823,7 | ▲ 213762,4 |

Примітки:

1 — з 1999 року з урахуванням пасажирських перевезень, виконаних фізичними особами-підприємцями. 

2 — з 2002 року з урахуванням комерційних вантажних перевезень, виконаних фізичними особами-підприємцями.

## Річковий транспорт

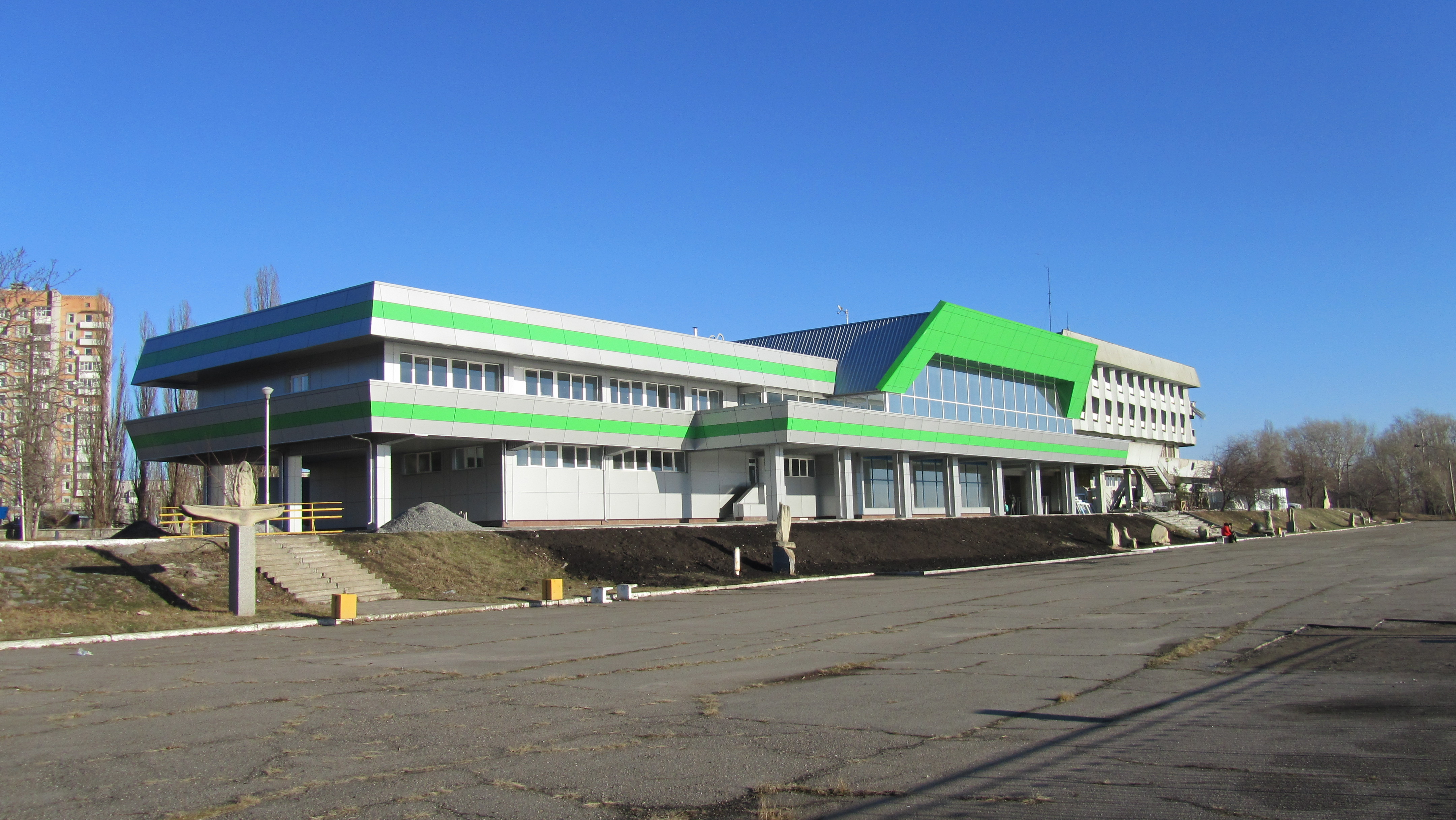
Кременчуцький річковий вокзал

Судноплавні річки області — Дніпро, Сула, Ворскла створюють необхідні умови для розвитку річкового транспорту. Транспортні шляхи проходять по Дніпру, Сулі — від гирла до пристані Тарасівка, по Ворсклі — від гирла до м. Кобеляки.
Основною артерією для річкового транспорту є Дніпро. В структурі вантажоперевезень переважають: залізна руда, лісові та будівельні матеріали, сільськогосподарська продукція. Річковими портами в 2006 році було перероблено 1235,4 тис. т вантажів.
Основним елементом в організації річкового транспорту відіграє Кременчуцький річковий порт, який було засновано в 1823 році як пристань, а з 1850 було відкрито першу регулярну пасажирську лінію між: Кременчуком і Пінськом. Зараз Кременчуцький порт — це сучасне високомеханізоване підприємство, якому підпорядковано сім пристаней, а також діють річкові вокзали в Кременчуці, Світловодську, Комсомольську. 2008 року оброблено майже 1 млн т вантажів. 29 грудня 2010 року було завершено будівництво перевантажувального терміналу компанії Нібулон в м. Кременчук.

## Авіаційний транспорт
Авіаційний транспорт області розвинений погано. Основні послуги, що надають авіапідприємства області — виконання авіахімічних робіт в сільському господарстві, обслуговування нафтогазопроводів, надання допомоги рибінспекції, лісового патрулю, виконання санітарних польотів.
На території області діє ВАТ "АПСП «Меридіан». Також розташоване і діє ПОКП «Аеропорт-Полтава», що здійснює приймання та відправлення повітряних суден, здійснює їх комерційне, наземне та технічне обслуговування, обслуговування пасажирів, багажу, пошти і вантажів. Аеропорт Полтава — один з найстаріших в Україні (1924 р.). Сучасна злітно-посадкова смуга аеропорту дає змогу приймати і відправляти літаки різних типів максимальною вагою до 61 тонни. Аеровокзальний комплекс має пропускну здатність 400 пасажирів на годину.

## Трубопровідний транспорт

Магістральні газопроводи України.

Трубопровідний транспорт області представлений трубопроводами «Союз», Уренгой — Помари — Ужгород, Шебелинка — Полтава — Київ, Єлецьк — Курськ — Кременчук — Бендери, а також: нафтопроводами «Дружба», Кременчук — Херсон.

## Міський транспорт

Тролейбус у Полтаві

У містах Полтава та Кременчук діють тролейбусні мережі. В інших містах і смт послуги громадського транспорта надаються автобусами, маршрутними таксі та таксі. На початку XX століття у місті Кременчук діяв трамвай.
| Рік             | 1996     | 1998      | 2000      | 2002      | 2004      | 2006      | 2008      | 2010      | 2012      | 2014      |
| --------------- | -------- | --------- | --------- | --------- | --------- | --------- | --------- | --------- | --------- | --------- |
| Пас., тис. пас. | 100160,9 | ▼ 93115,9 | ▲ 97337,3 | ▼ 61950,5 | ▼ 37958,6 | ▲ 41504,5 | ▲ 49045,2 | ▼ 33198,0 | ▲ 40431,4 | ▲ 45754,2 |